# Лобез
Лобез (пол. Łobez, нім. Labes) — місто в північно-західній Польщі, адміністративний центр Лобезького повіту. Розташоване на Лобезькій височині, у середній частині Західного помор'я, за 60 км від узбережжя Балтійського моря. Стоїть на річці Рега. Статус міста з 1275 року.

## Краєзнача довідка

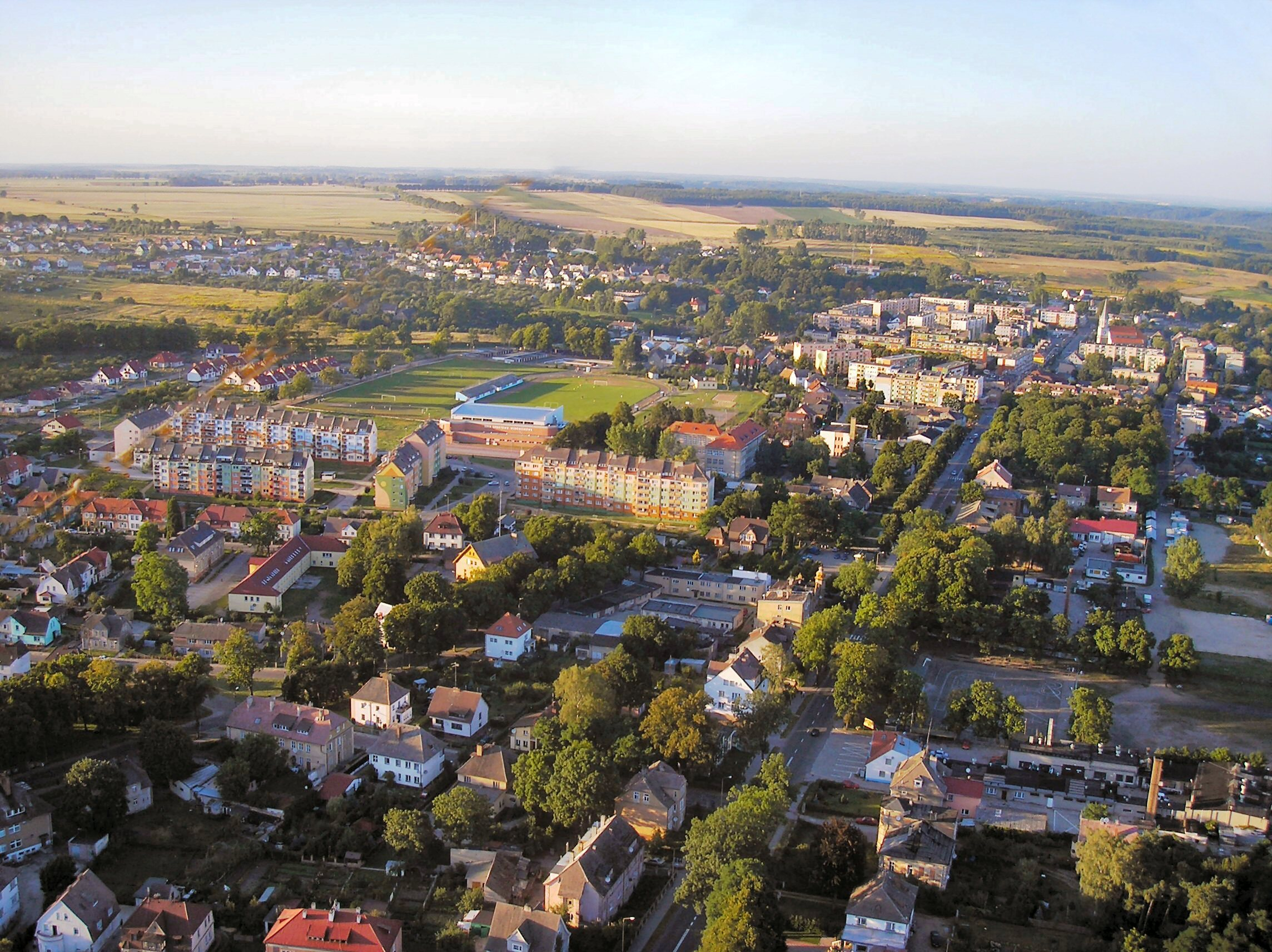
Лобез з висоти пташиного польту

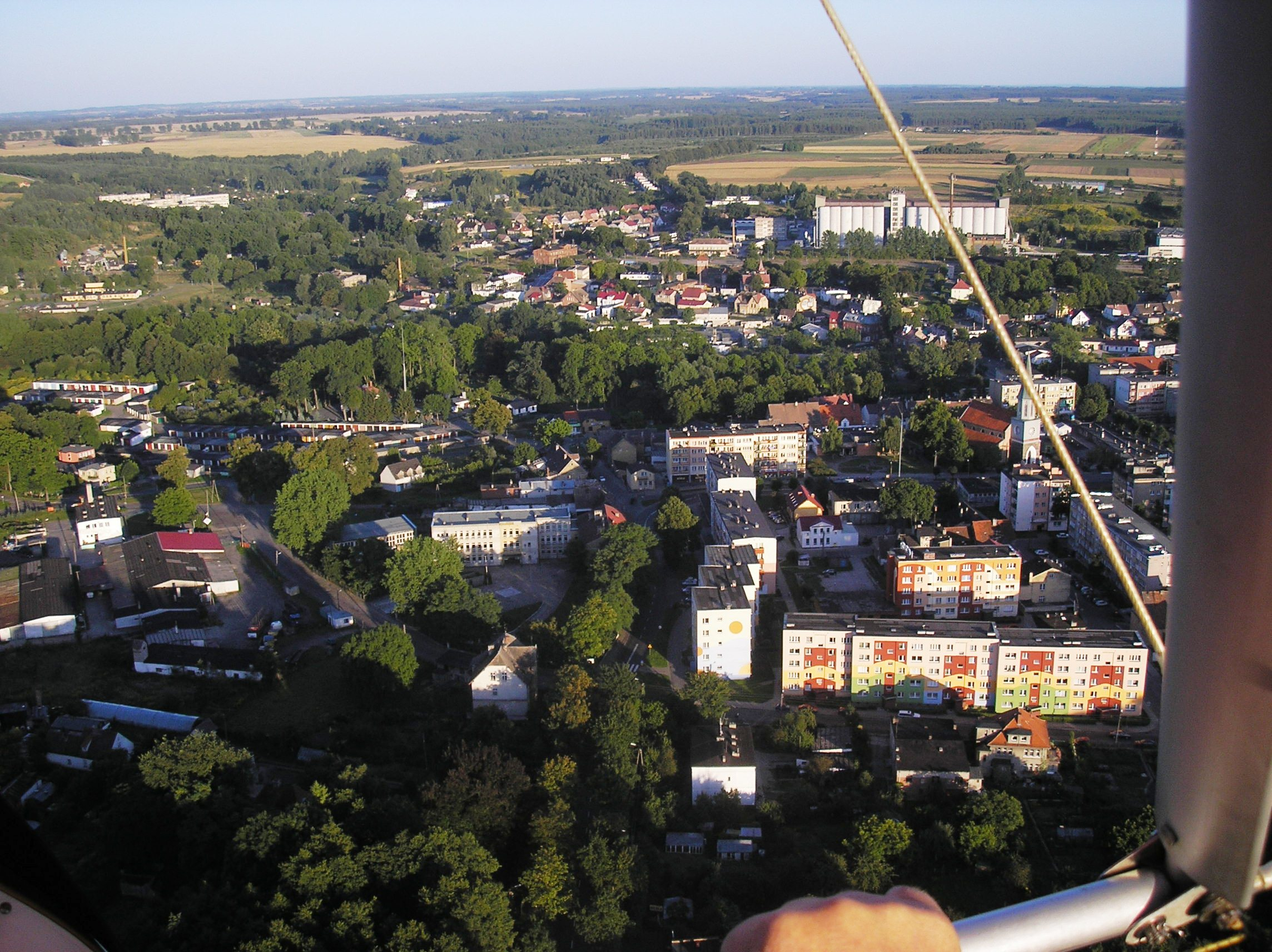

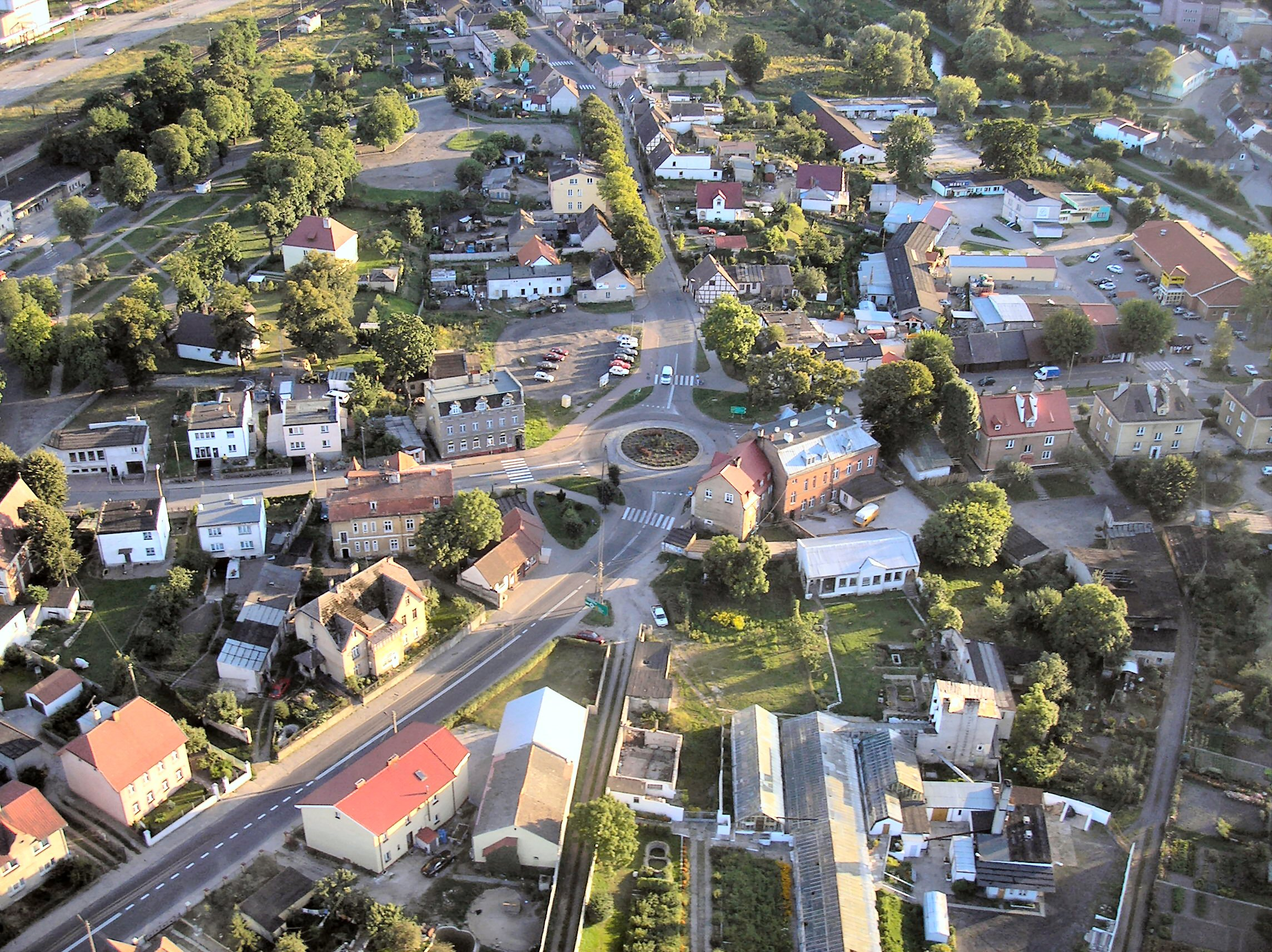
Круг біля пошти

Найдавніші джерела подають назву міста по-різному: Lobis (1271), Lobese (1280), Lobse (1285). Загалом же її етимологія не з'ясована. За основними версіями назва Лобез пішла або від кореня "лаба", яке означало усе плинне, текуче, або ж від мочарів, плавнів, які давні слов'яни називало лабуз.
У місті перетинається три державних дороги: №147, 148, 151. Площа забудови міста складає 12 кв.км.. Також частинами міста є Лобзувек, Лосниця, Свєнтоборець і Водник.
Навколо міста багато озер: Карвово, Стремельське, Клепницьке, Юрково, Дибжно та інші.

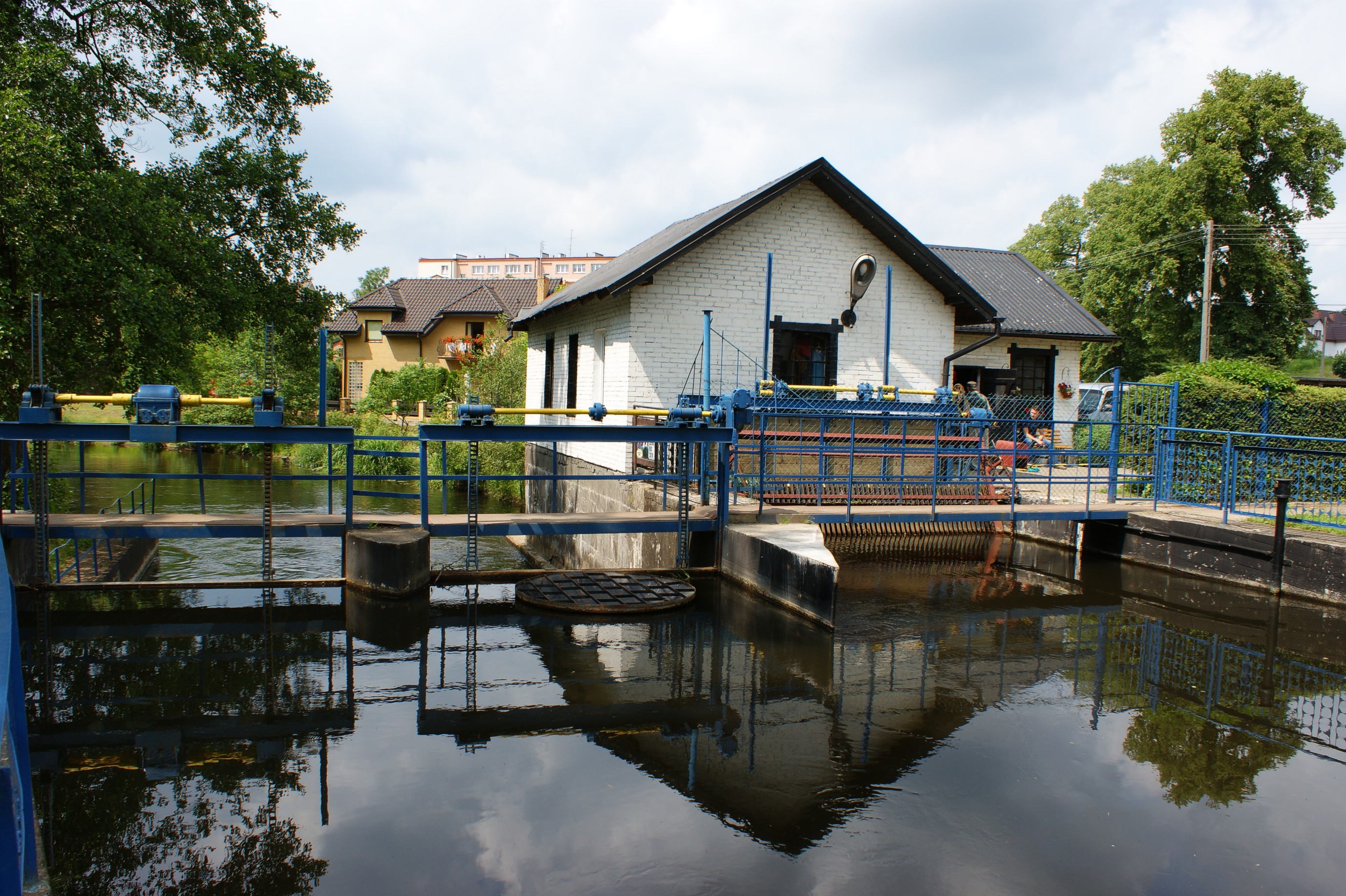
Малa ГЕС нa річці Резі в Лобзі

На 31 березня 2014 року в місті було 10 440 жителів, 1263 житлових будинки.

## З історії міста
Лобез знаходиться на місці стародавнього слов'янського села, заснованого в десятому столітті. Місто було засноване в XIII столітті лицарем фон Борк. Лицарі, що перебралися з околиць Колобжега дали місту назву «Лобез» приблизно в 1295 році.
У 1460-му році в місті вперше з'явився суд.
Під час Другої світової війни в Лобезі розташовувалися два табори військовополонених, у яких перебували поляки, росіяни і французи, які працювали в місті і в навколишніх селах. Вночі 3 березня 1945 року Лобез був звільнений Червоною армією, партизанами і військами Польщі після важких боїв з місцевим підрозділом Гітлерюгенд — «Jagdkommandos», озброєних, в основному, ручними гранатометами «Панцерфауст».
В боях за Лобез брали участь:
44-я гвардійська танкова бригада 1-ї танкової армії Першого Білоруського фронту під командуванням двічі Героя Радянського Союзу полковника Йосипа Гусаковского.
Партизанський загін, до складу якого входили поляки і бійці інших національностей (росіяни, французи і серби), що втекли з довколишніх концентраційних таборів.
Польський 43-й артилерійський полк під командуванням майора Іллі Садовського.

## Транспорт
Лобез - крупна проміжна станція на лінії Щецин - Гданськ.
Зупиняються як поїзди далекого сполучення, так і приміські електропоїзди сполученням до Кошаліна, Старгарда, Щецина, Новогарда тощо.
Із міста курсують також приміські автобуси у села та сусідні міста. Вони ж здійснюють перевезення по місту.

## Історико-архітектурні пам'ятки
Лобез - старовинне місто, де незважаючи на війни. збереглася чимала історична спадщина.
Внесені в офіційний реєстр пам'ятки:
- Костел серця Ісуса
- Житловий будинок XVIII/XIX ст., вул. Незалежності 7
- Пошта, вул. Рапацького 12 з оригінальною довоєнною поштовою скринькою на фасаді
- будинки і парк в Свєнтоборці
- Дві вілли, вул. Незалежності 66a-68
- Гора Роланда, територія, пам'ятник на честь полеглих.

Інші цікаві місця:
- архітектура довоєнних вулиць Пшеходня, Армії Крайової та ін.
- залізничне депо і вежа PKP, тунелі і мости
- залишки оборонних валів XIV-XV ст.

## Демографія
Демографічна структура станом на 31 березня 2011 року:

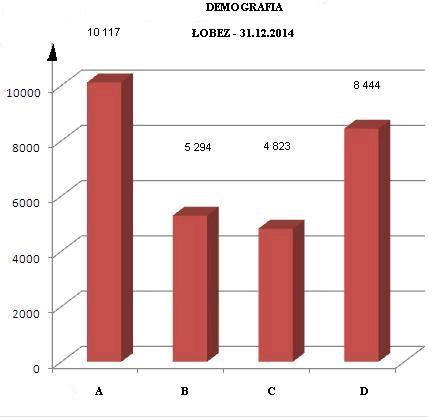
Лобез - демографія: A - городяни, B - жінки, C - люди, D - дорослі. 31.12.2014 r.

|          | Загалом | Допрацездатний вік | Працездатний вік | Постпрацездатний вік |
| -------- | ------- | ------------------ | ---------------- | -------------------- |
| Чоловіки | 5099    | 983                | 3616             | 500                  |
| Жінки    | 5548    | 940                | 3375             | 1233                 |
| Разом    | 10647   | 1923               | 6991             | 1733                 |

## Мери

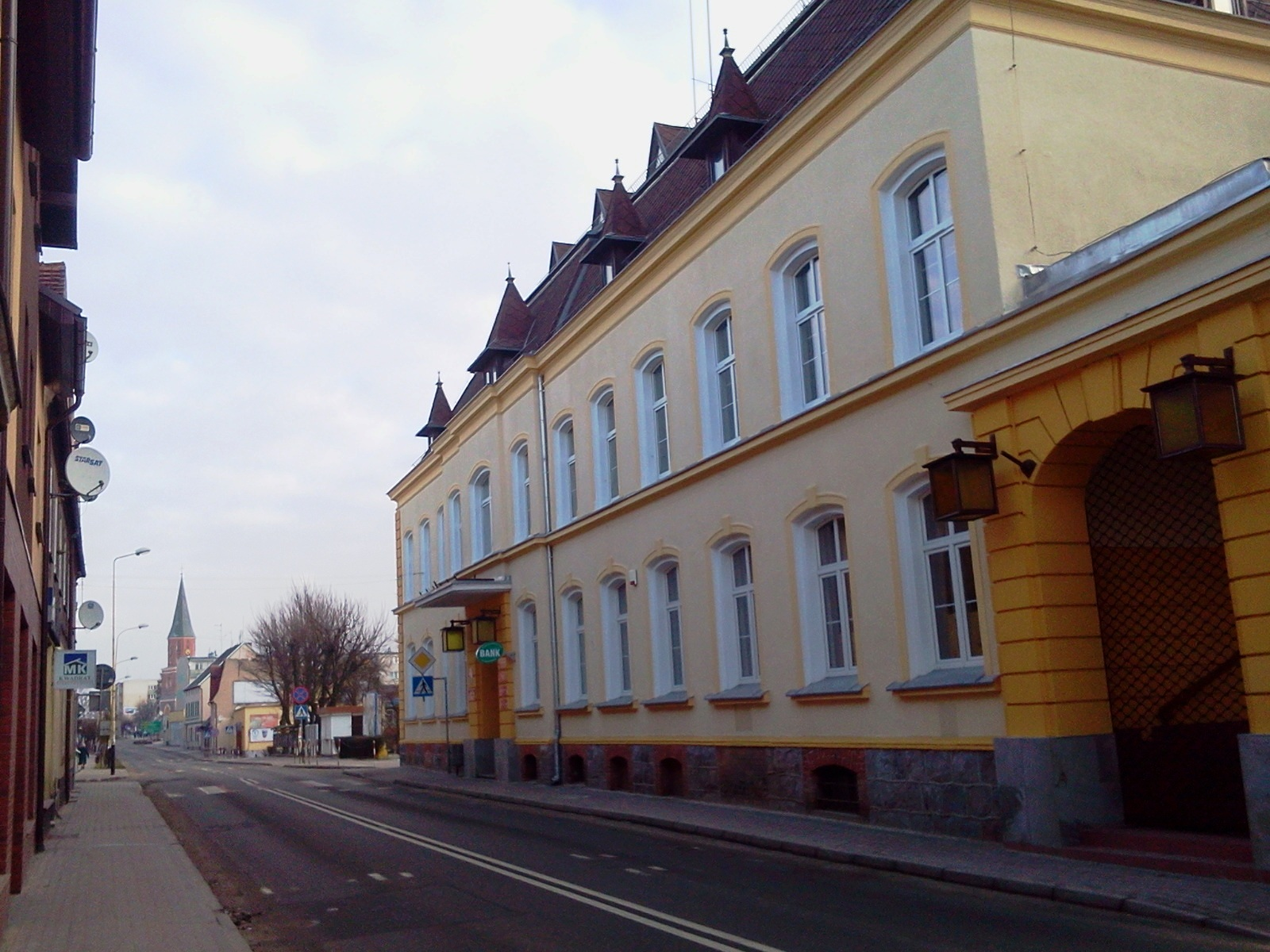
Ратуша

| 1632 – Carsten Beleke                 |  | 1809 – Johann Georg Falck                                            |
| 1670 – Bernd Bublich                  |  | 1823–1840 – Johann Friedrich Rosenow                                 |
| 1700 – Paul Belecke                   |  | 1842–1844 – Adolf Ludwig Ritter (тимчасово)                          |
| 1702 – Theele                         |  | 1844–1845 – Albert Wilhelm Rizky                                     |
| 1723 – F. C. Hackebeck                |  | 1846–1852 – Heinich Ludwig Gotthilf Hasenjäger                       |
| 1734 – F. W. Weinholz                 |  | prije 1859. Hasenjaeger                                              |
| 1736 – Schulze                        |  | 1852–1864 – Carl Albert Alexander Schüz                              |
| 1732 – Hackenberken                   |  | 1921 – Willi Kieckbeusch                                             |
| 1745 – M. C. Frize                    |  | 1945 – Hackelberg, Teofil Fiutowski, Stefan Nowak, Feliks Mielczarek |
| 1746 – Johann Friedrich Thym          |  | 1946 – Władysław Śmiełowski                                          |
| 1752 – Johann Gottsried Severin       |  | 1948 – Tadeusz Klimski                                               |
| 1753? – J. F. von Flige               |  | 1949 – Ignacy Łepkowski                                              |
| 1757 – Johann Friedrich Thym          |  | 1972-1990 Zbigniew Con                                               |
| 1757 – Heller                         |  | 1990–94 Marek Romejko                                                |
| 1767 – Gottlieb Timm                  |  | 1994–1998 Jan Szafran                                                |
| 1775 – Johann Gottfried Severin       |  | 1998–2002 Halina Szymańska                                           |
| 1790 – Jahncke                        |  | 2002–2006 Marek Romejko                                              |
| 1805 – Heinrich (?) Falck             |  | 2006–2014 Ryszard Sola                                               |
| 1806 – Zuther (за іншими даними 1712) |  | 2014 Piotr Ćwikła                                                    |
| 1806 – Nemitz                         |  |                                                                      |

## Свята, що відзначають у місті

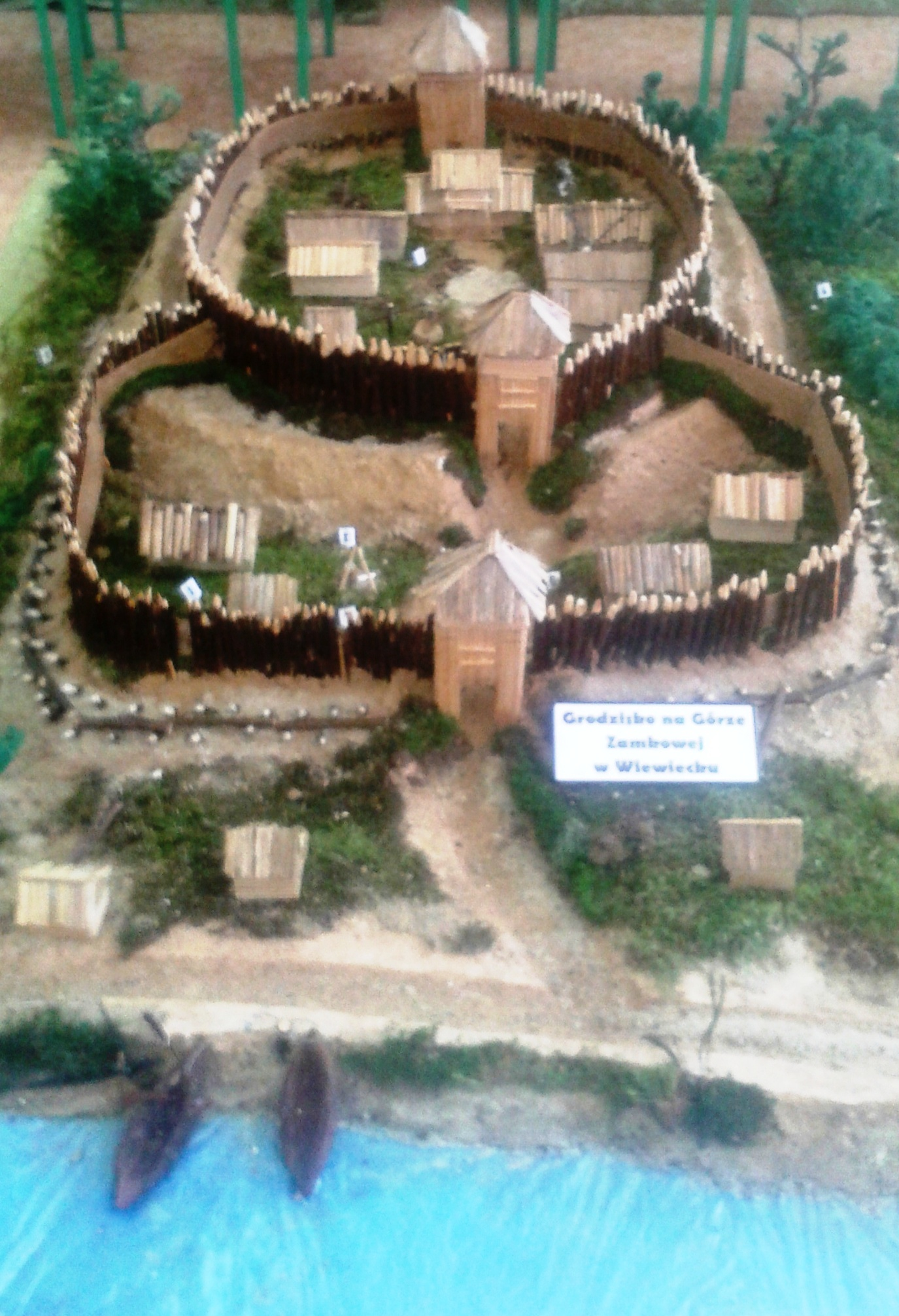
"Grodziska na Ziemi Łobeskiej" - model grodziska w Wiewiecku. Aвтор: Якуб Вжещ

| - „Дні Лобза” - „Лобезька Різдвяна Баба” - „Дожинки”, - Гала спорту - Конкурси старости – „весняні таєниці бабусиної шафи”, „Хлоп до Баби„, конкурс різдвяної випічки - „Кінські перегони” - „Majowe Spotkania Orkiestr Dętych i Big Bandów” - „Festiwal Kapel Podwórkowych” - „свято радості” - міжнародний турнір з уніхокею серед католиків до 19 років. - пам'яті Томаша Хопфера | - пам'яті Габріеля Беньковського - пам'яті Вітольда Маркевича - мотопарад і виставка старовинного транспорту - пам'яті Юрія Махонського - пам'яті Миколая Кондратовича - пам'яті Станіслава Адамчака - пам'яті Євгенія Гостомчика - пам'яті Романа Мількши - „Лобезька Десятка” - Турнір з Настільного Тенісу - турнір з бриджу - Łobeski Zlot Nordic Walking |

## Спорт

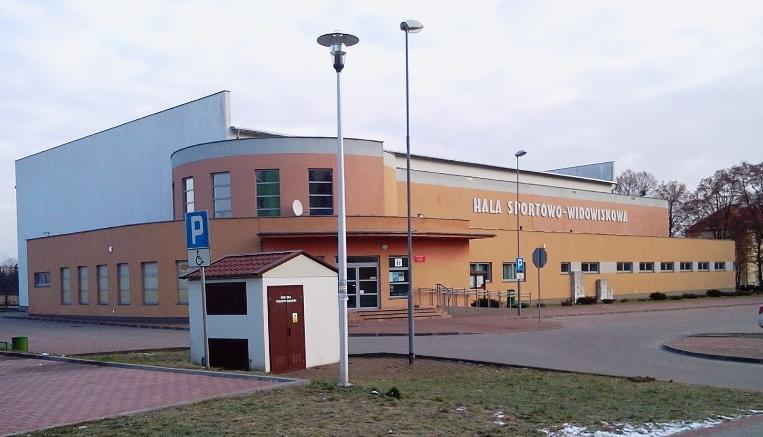
Спортивний зал

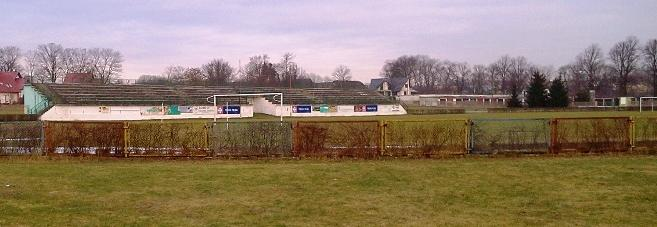
Міський стадіон

Першу спортивну спылку засновано ще у 1861 році.
У місті діє футбольний клуб MLKS Światowid та більше десятка інших спортивних організацій.

## Міста-побратими
- Аффінг[29]
- Кейдани
- Пайкузе
- Свалев
- Вік
- Гуча
- Істра

## Галерея

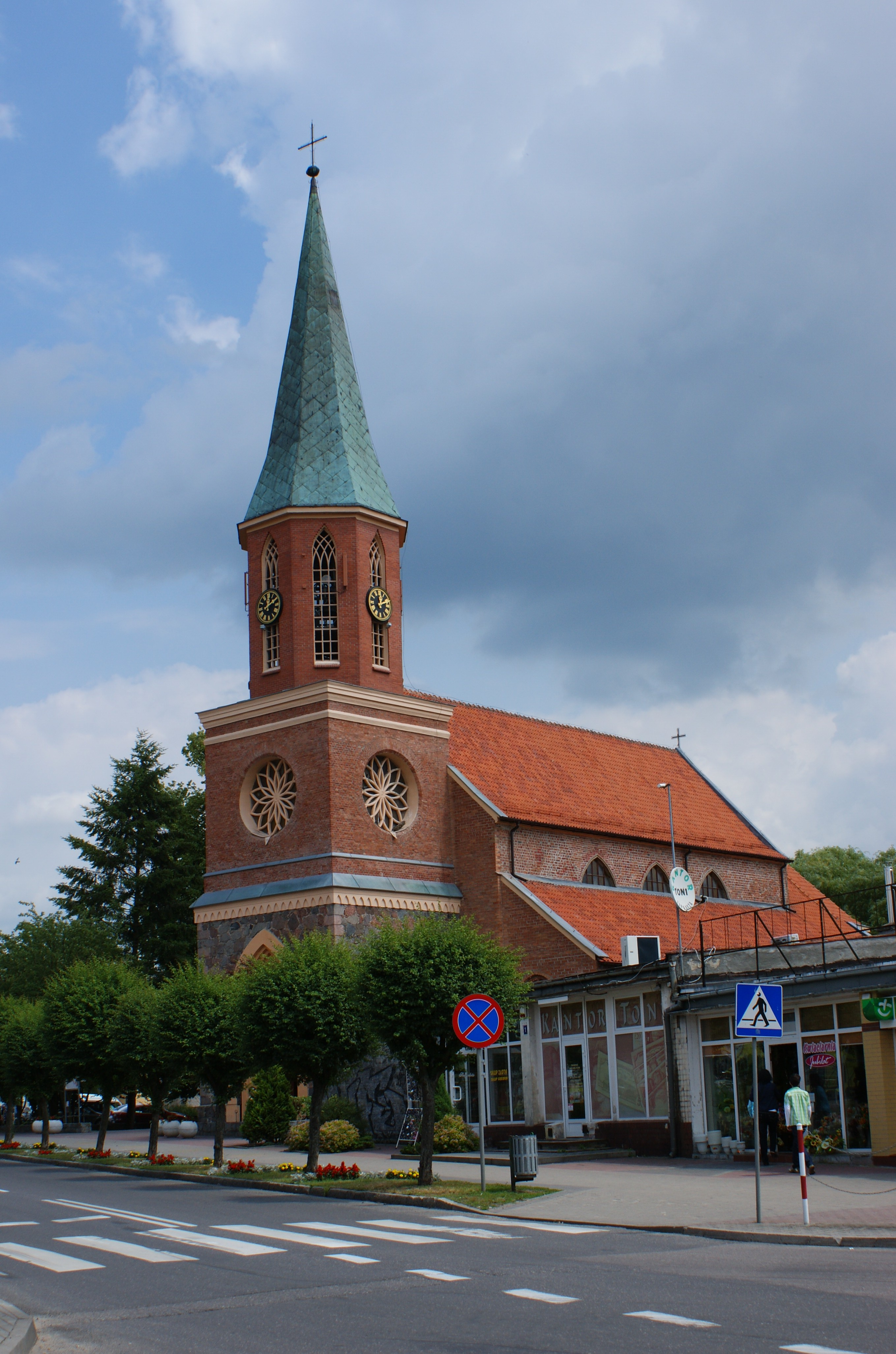
Церква — XV століття
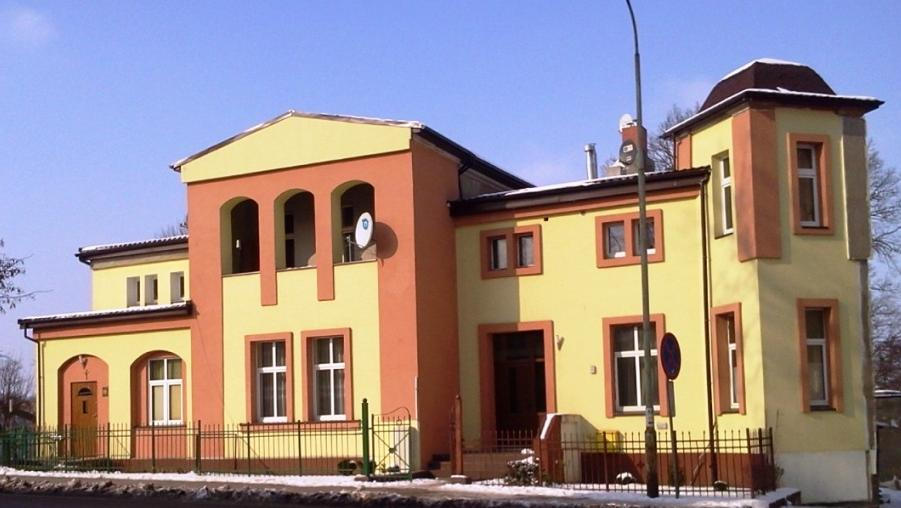
Історична будівля — початок XX століття
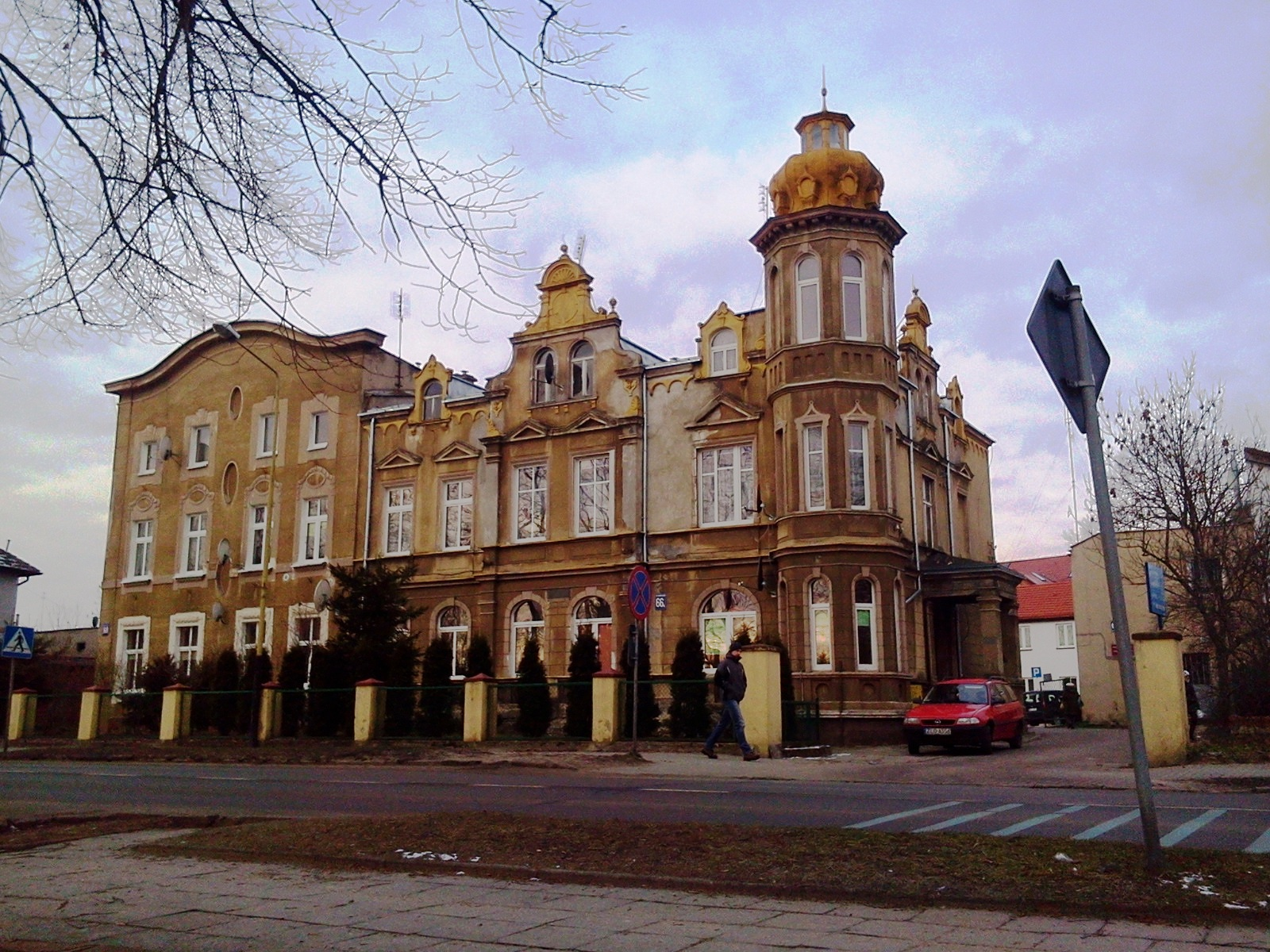
Історична будівля — початок XX століття
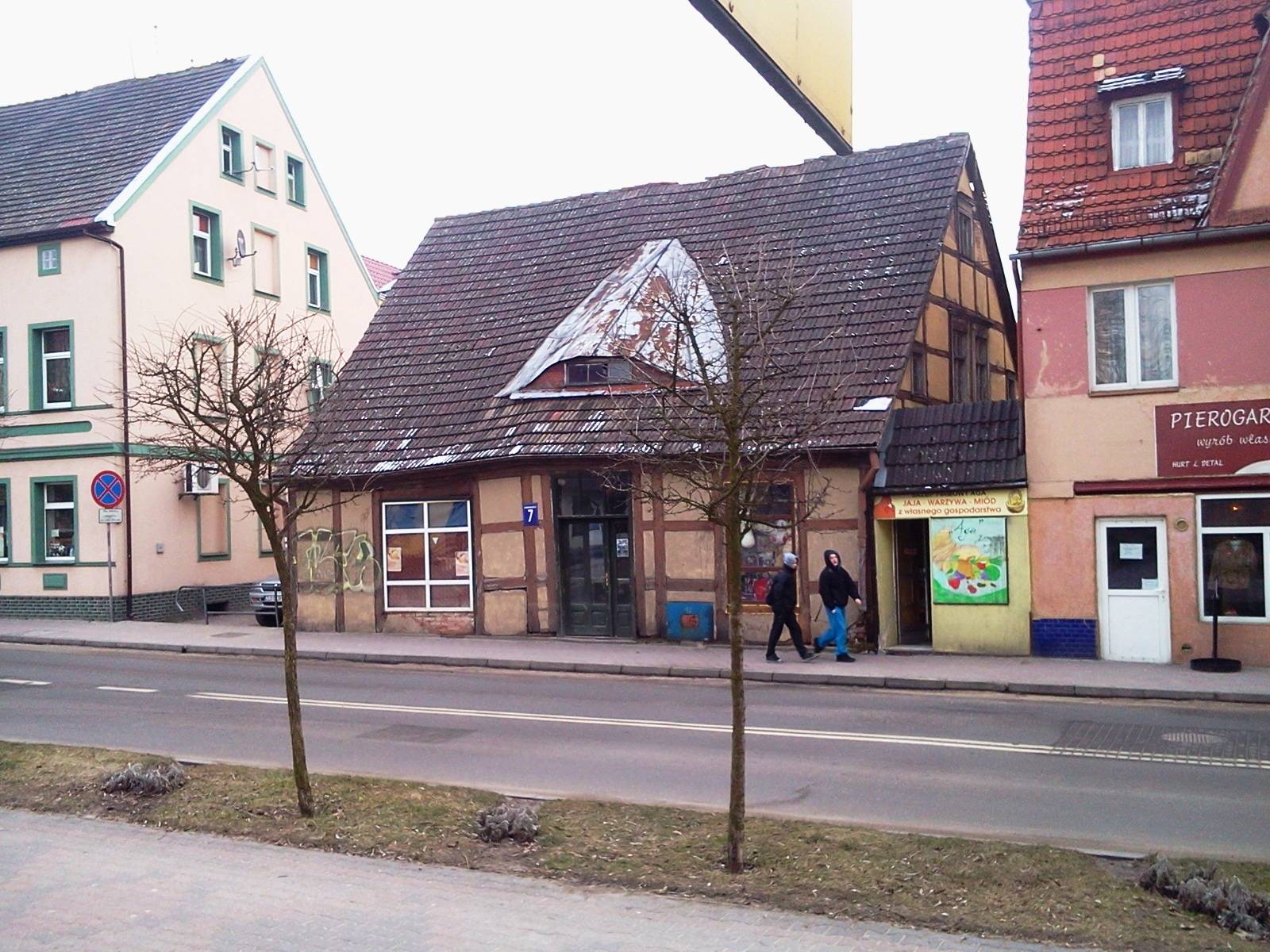
Фахверковий будинок — початок XIX століття
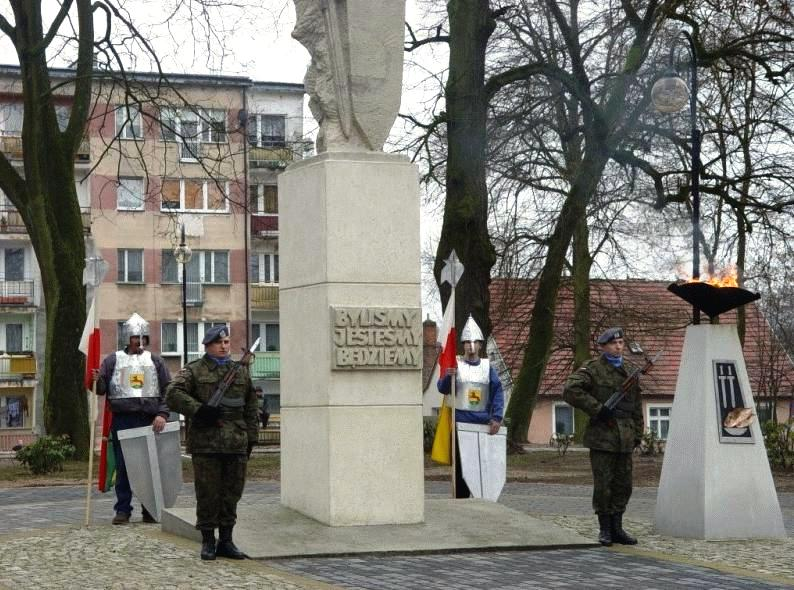
Почесна варта на річницю визволення, 03.03.2009
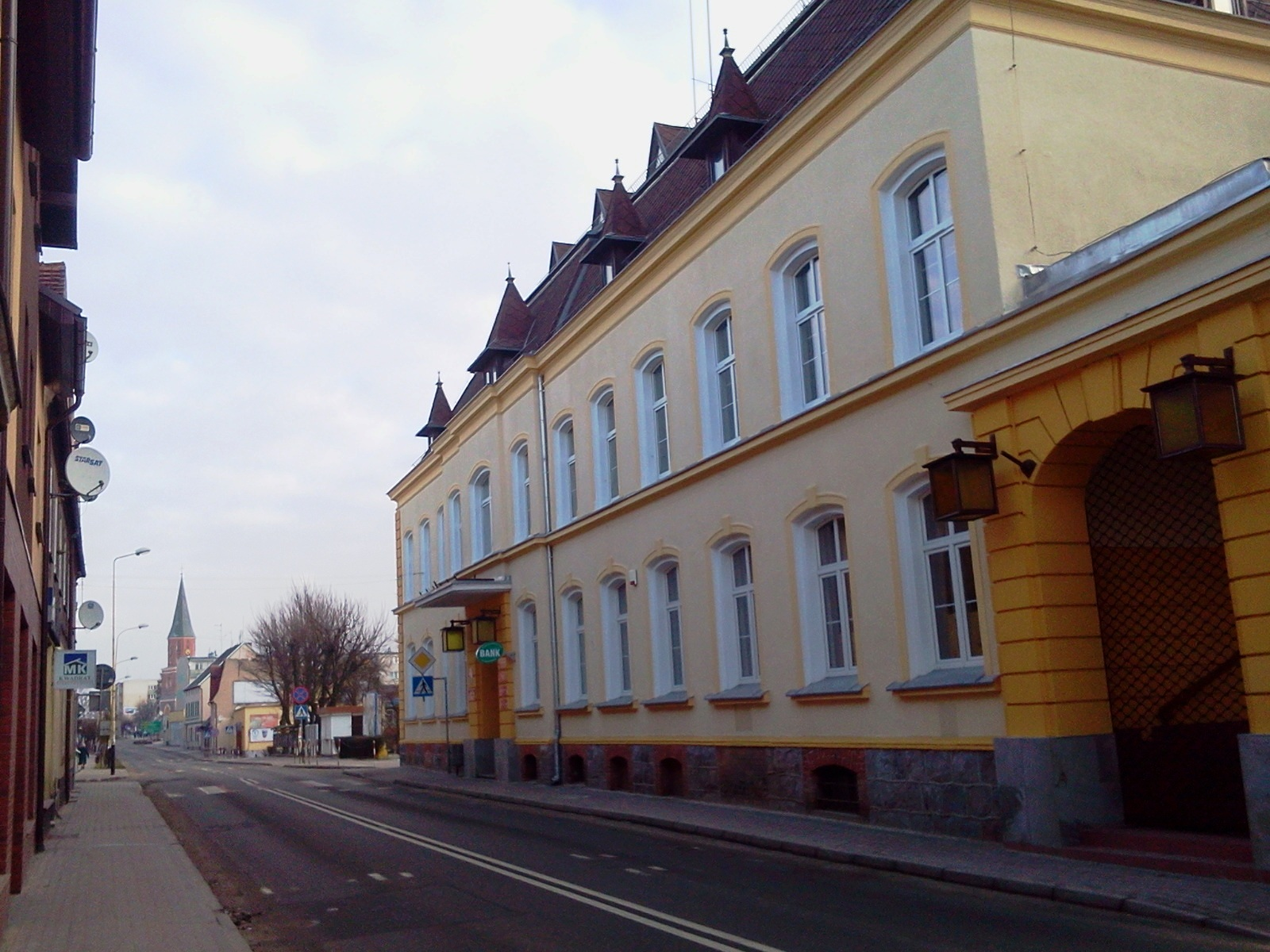
Міська рада
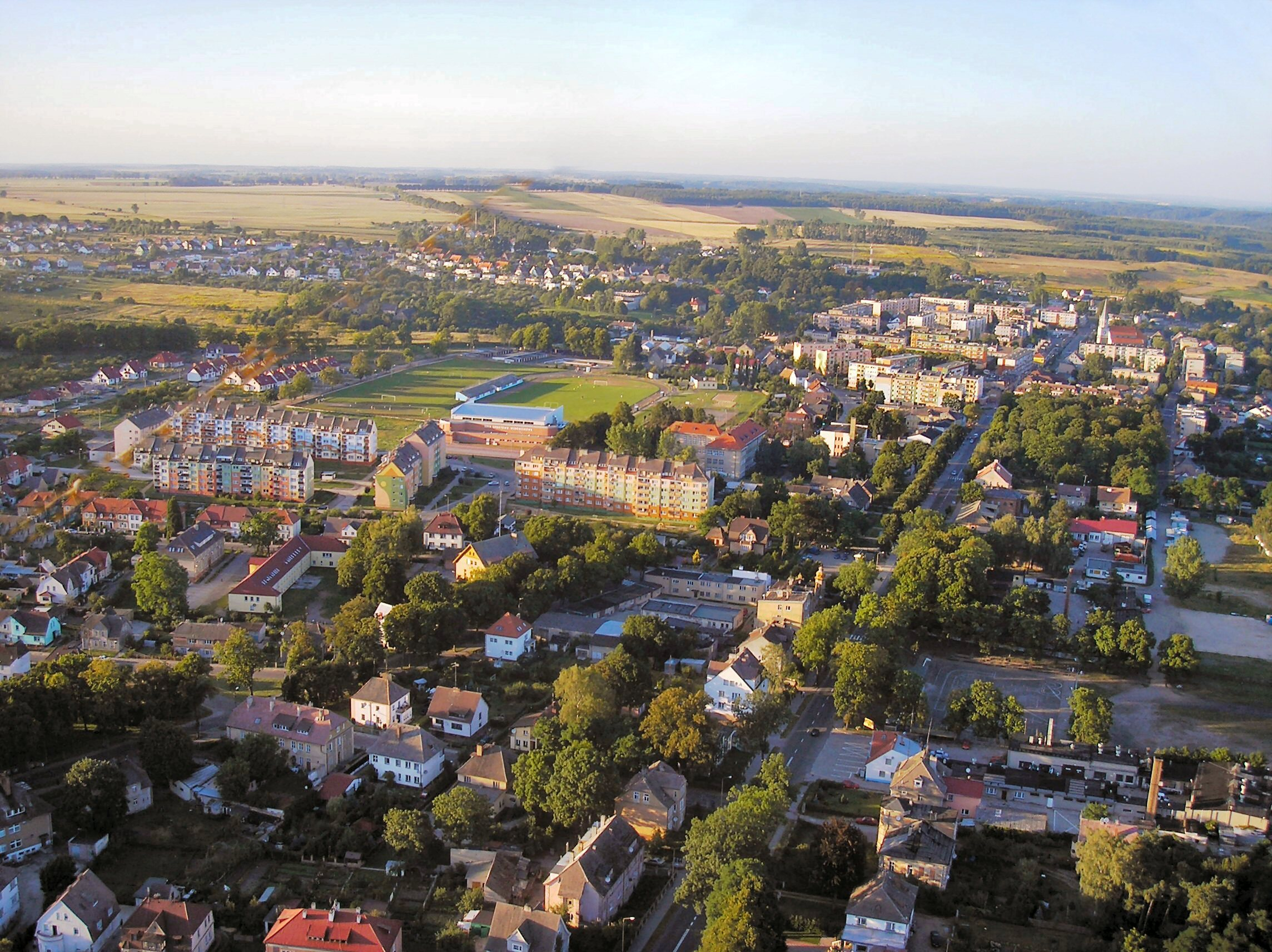
Лобез з висоти пташиного польоту
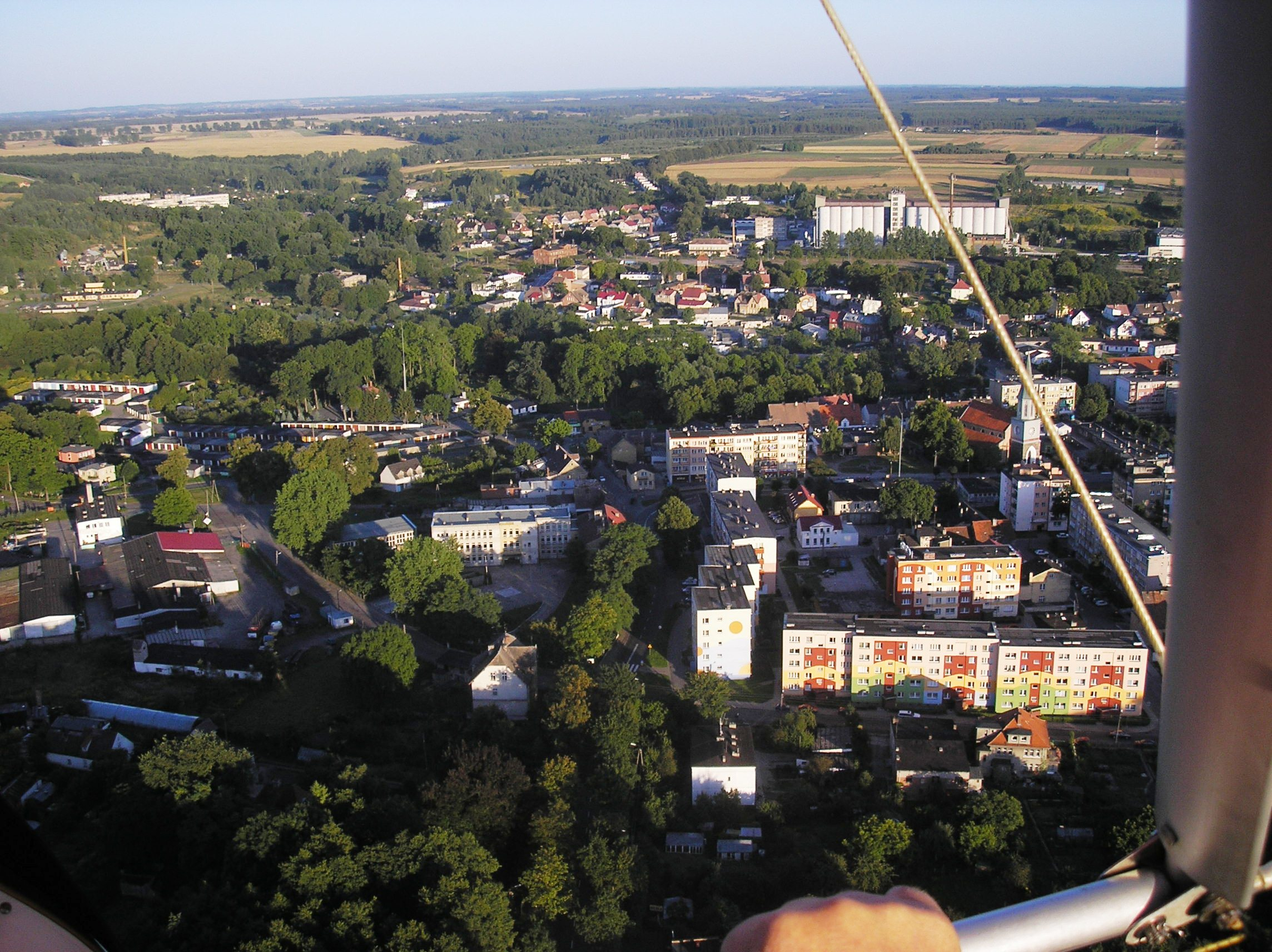
Центр
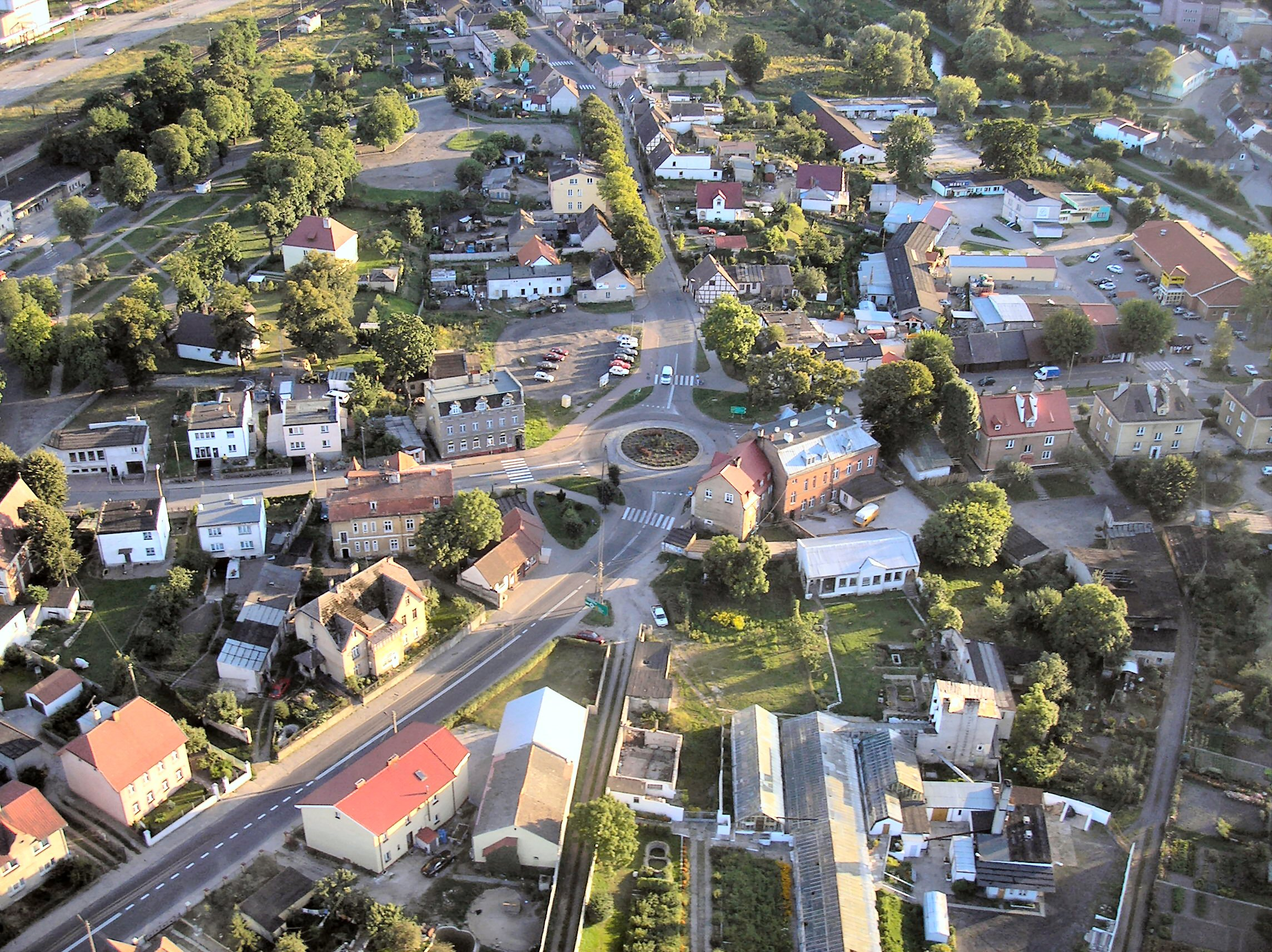
Біля пошти і карусель
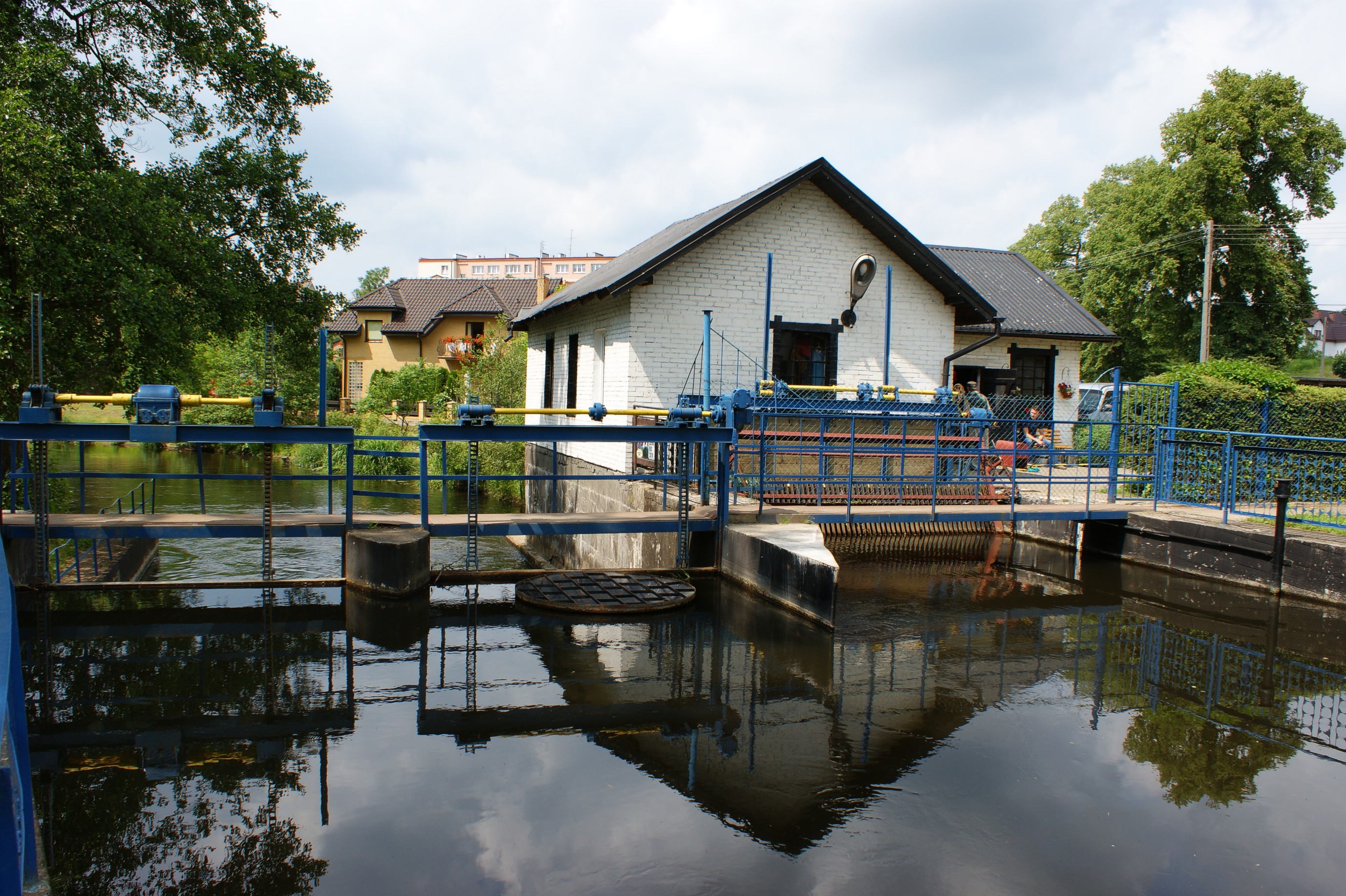
Мала електростанція на річці Рега
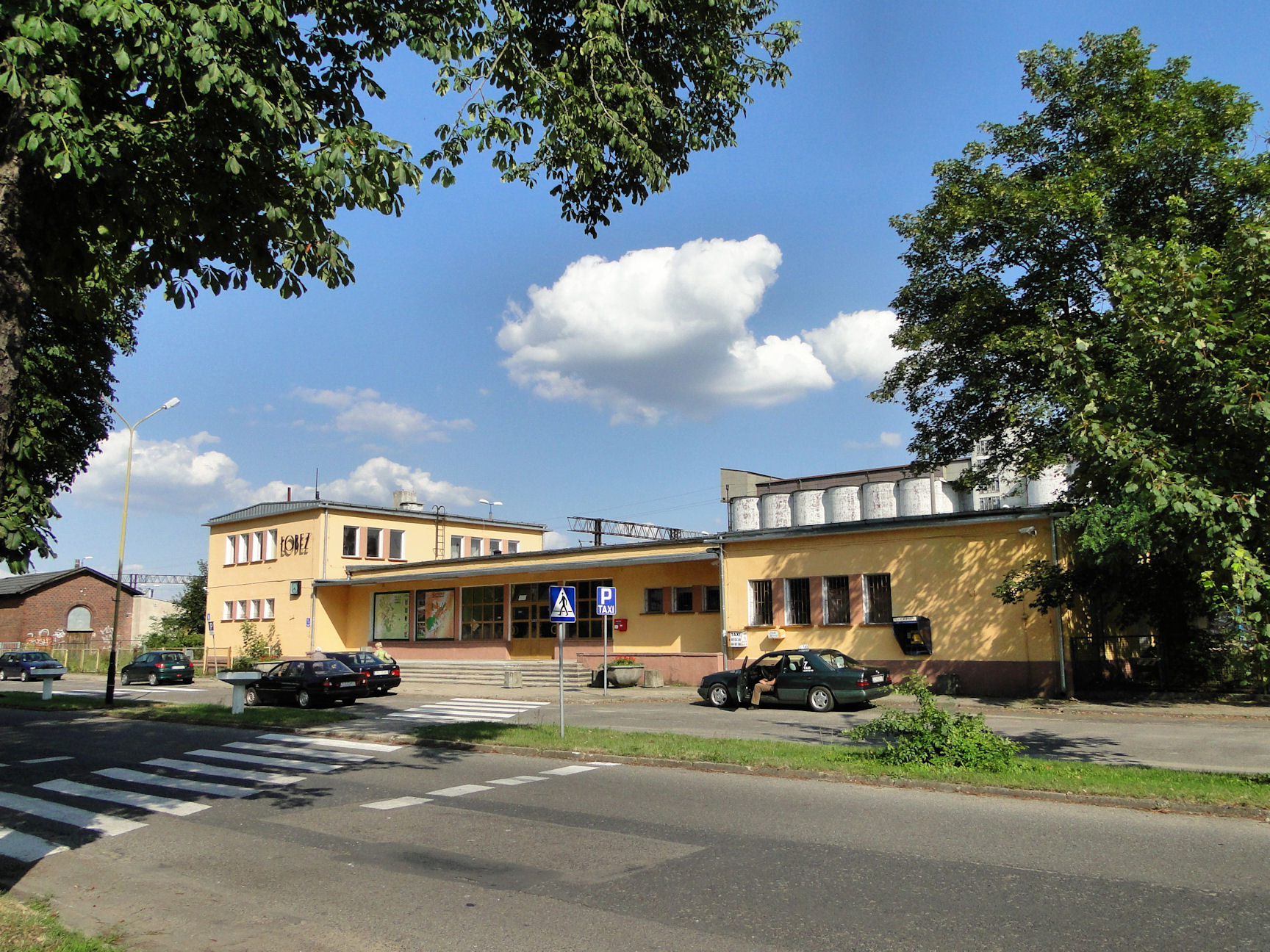
Залізничний вокзал
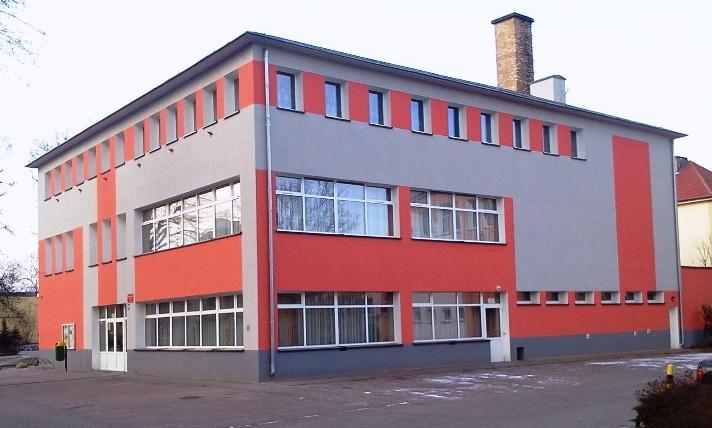
Будинок культури
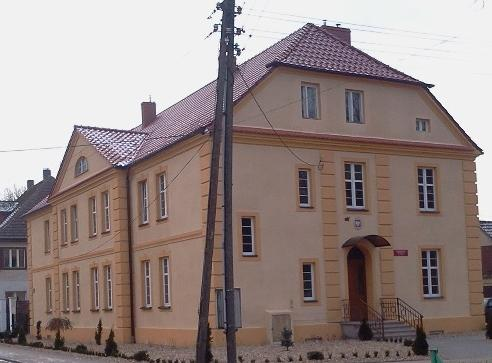
Прокуратура
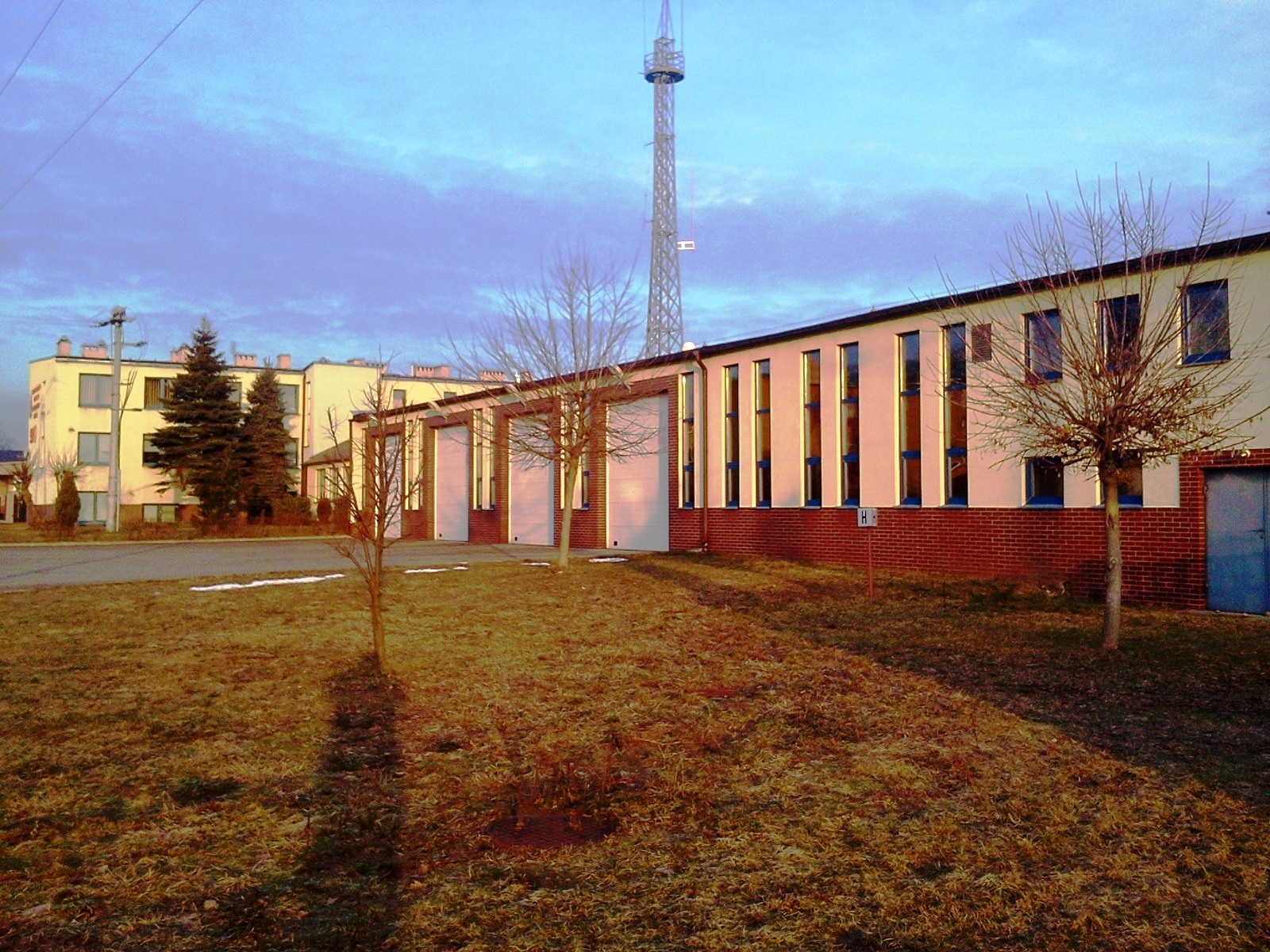
Пожежна частина
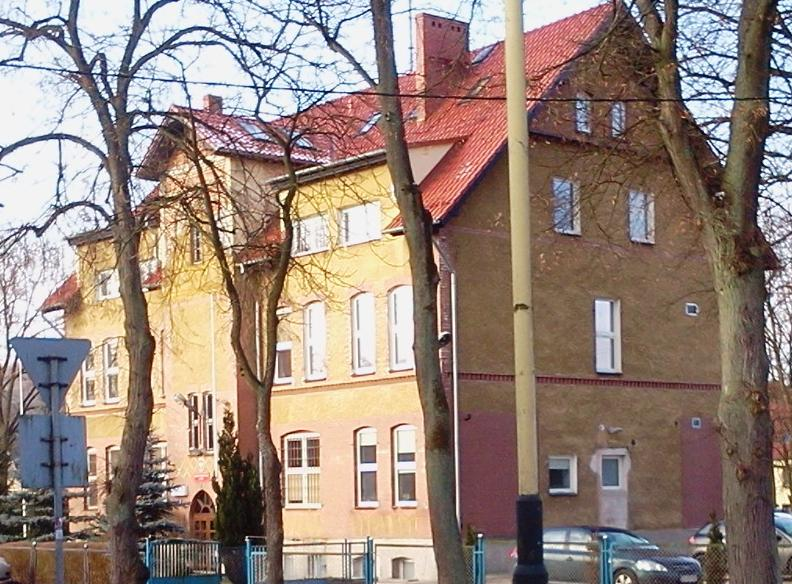
Поліція
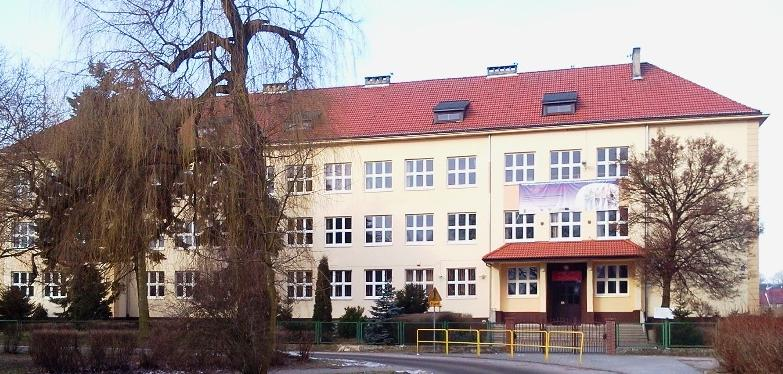
Ліцей ім. Косцюшка
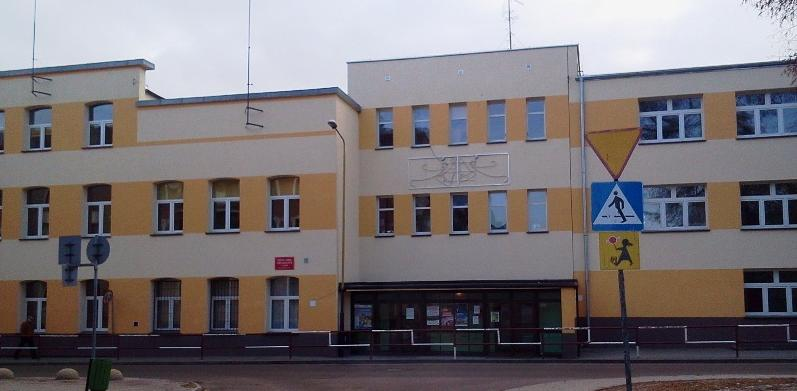
Гімназія ім. Адама Міцкевича
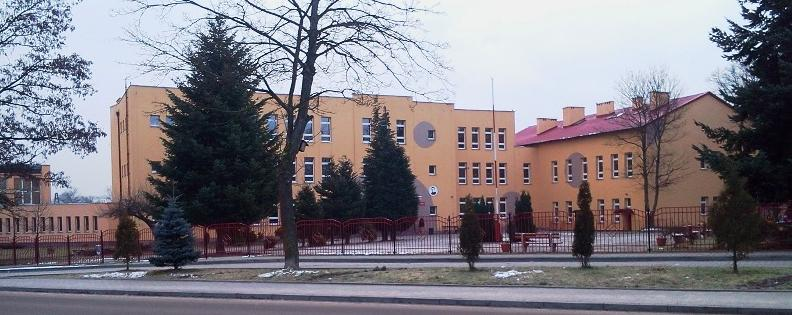
Початкова школа ім. Марії Шклодовської
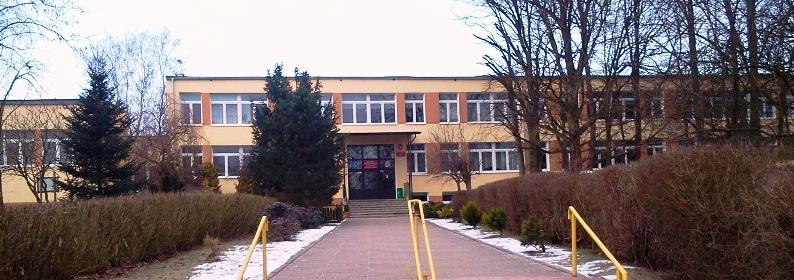
Початкова школа ім. Миколи Коперніка
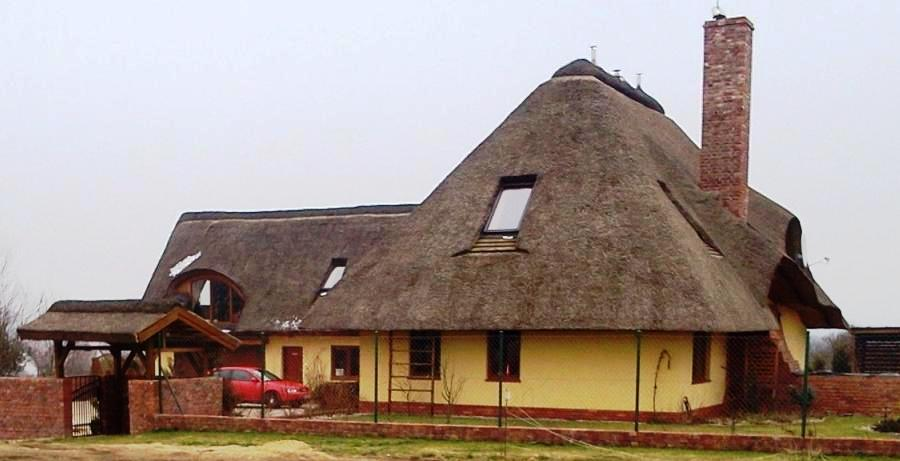